# Secamone tuberculata
Secamone tuberculata är en oleanderväxtart som beskrevs av J. Klackenberg. Secamone tuberculata ingår i släktet Secamone och familjen oleanderväxter. Inga underarter finns listade i Catalogue of Life.